# Fulgêncio de Ruspe
Fulgêncio de Ruspe (em latim: Fulgentius Ruspensis) (Telepte. 468 - Ruspe. 1 de janeiro de 533) foi um santo católico, bispo de Ruspe, localidade da actual Tunísia. Teólogo e polemista, discípulo e fiel seguidor da doutrina de Santo Agostinho, tornou-se famoso pela sua crítica do arianismo e do semipelagianismo. Foi o último dos grandes teólogos da Igreja africana e um expoente da influência exercida por esta no Ocidente.